# Paul Schweizer (Unternehmer)
Paul Schweizer (* 5. August 1903 in Basel; † 1. Mai 1977 in Mammern) war ein Schweizer Unternehmer.

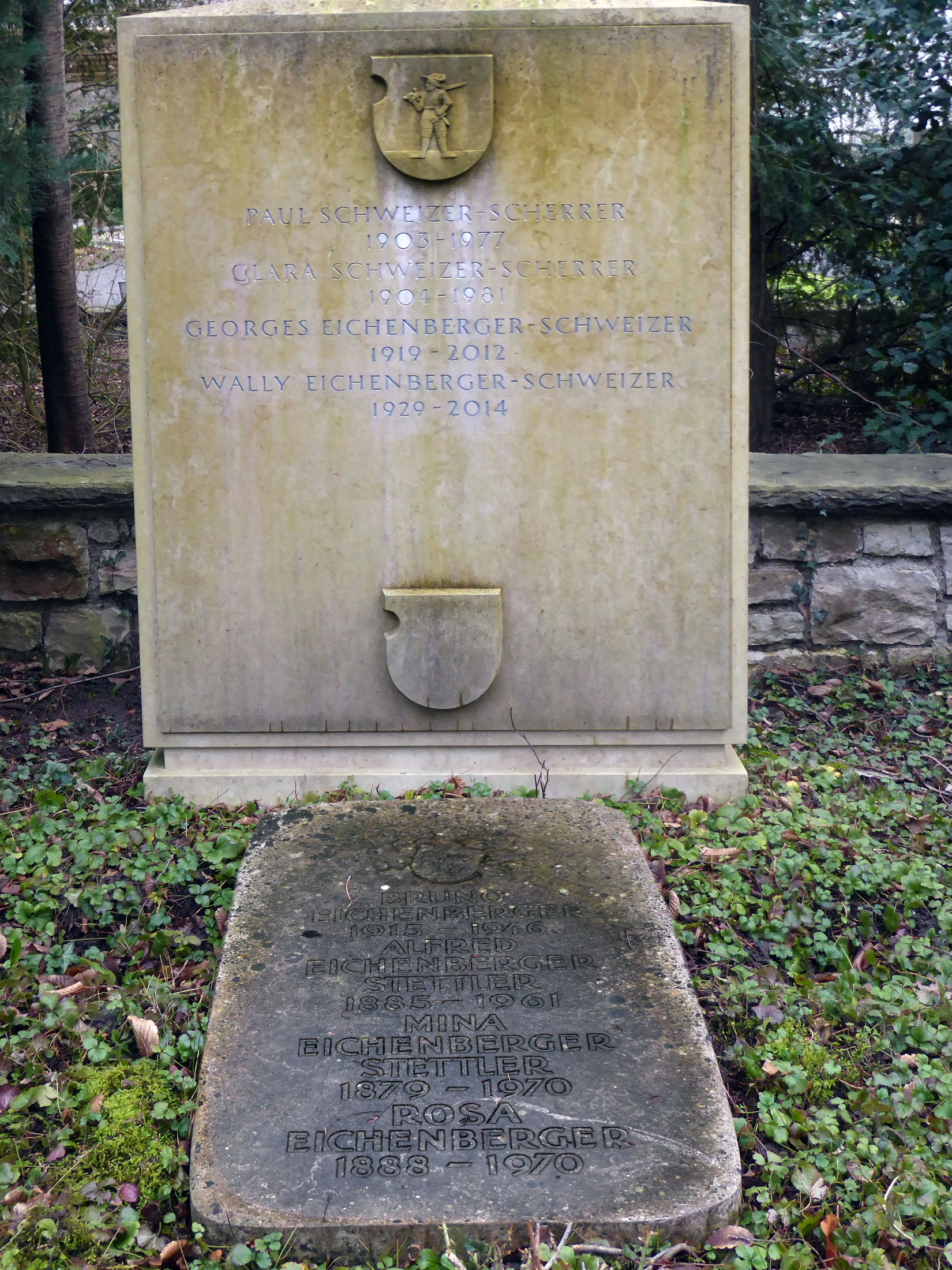
Grab auf dem Basler Friedhof am Hörnli

## Leben und Werk
Paul Schweizer absolvierte eine Lehre im Speditionsgewerbe und war später langjähriger Direktor der Firma Segmüller & Cie. AG. Für diese Firma baute er eine grosse Speditionsfirma, die Lastwagen-Verkehrs-AG, auf. Zudem war er Mitbegründer und Präsident des Verbandes der Lastwagen-Spediteure in Basel sowie des Treuhandverbands des Autotransportgewerbes.
Schweizer war als einflussreicher Vertreter der International Road Transport Union von 1951 bis 1954 und von 1959 bis 1961 deren Präsident. Für seine Verdienste erhielt er zahlreiche Ehrungen, so das deutsche Bundesverdienstkreuz und den Ritter der französischen Ehrenlegion.
Paul Schweizer war seit 1926 mit Clara (1904–1981), geborene Scherrer, verheiratet. Seine letzte Ruhestätte fand er auf dem Friedhof am Hörnli.